# Shelbyville (Indiana)
Pour les articles homonymes, voir Shelbyville.
La ville de Shelbyville est le siège du comté de Shelby, situé dans l'Indiana, aux États-Unis. Sa population était de 19 191 habitants au recensement de 2010.